# Guerras Indígenas nos Estados Unidos

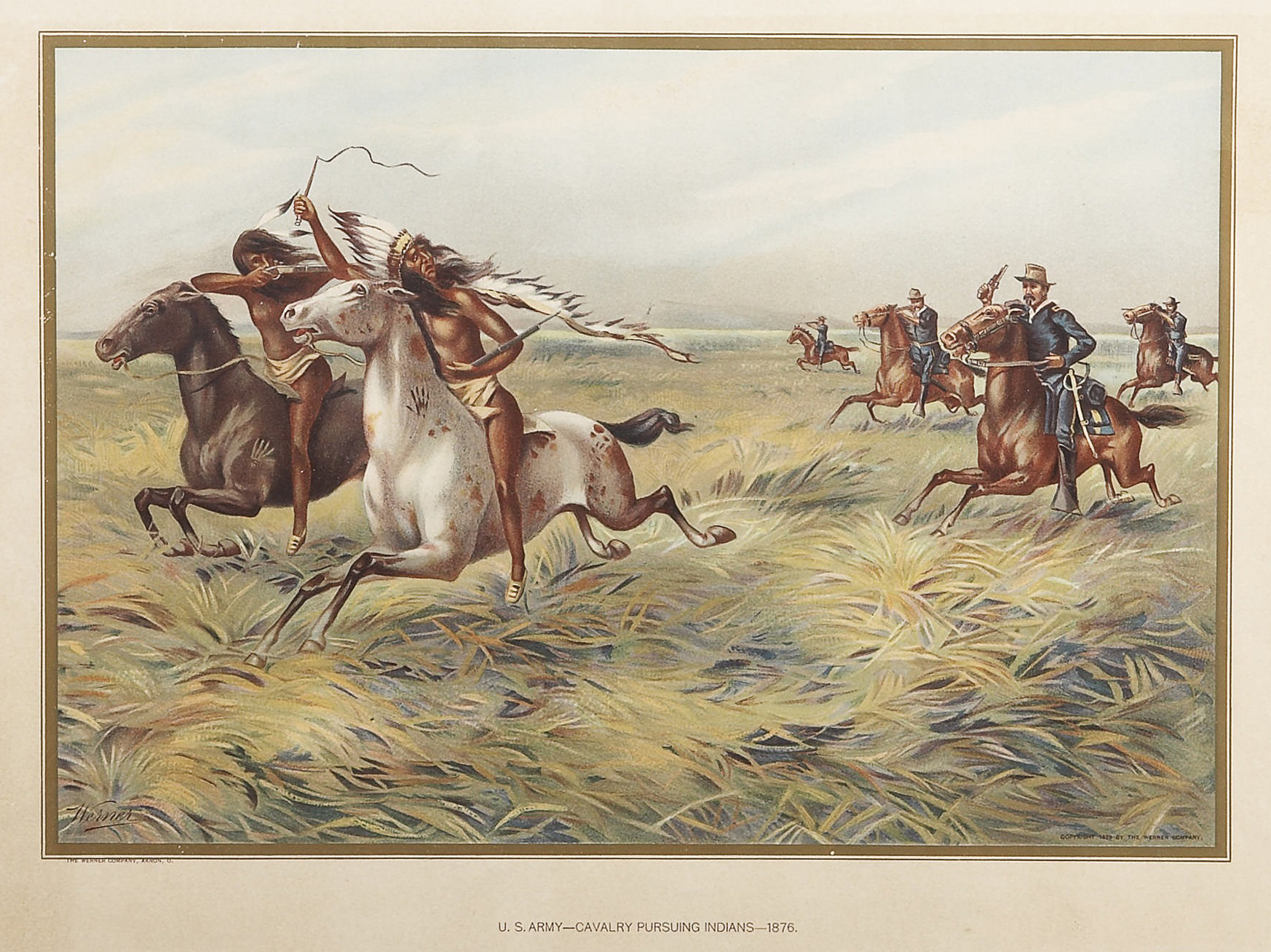
Uma cromolitografia, de autor desconhecido, de 1899 mostrando uma cavalaria do exército americano perseguindo índios durante uma batalha.

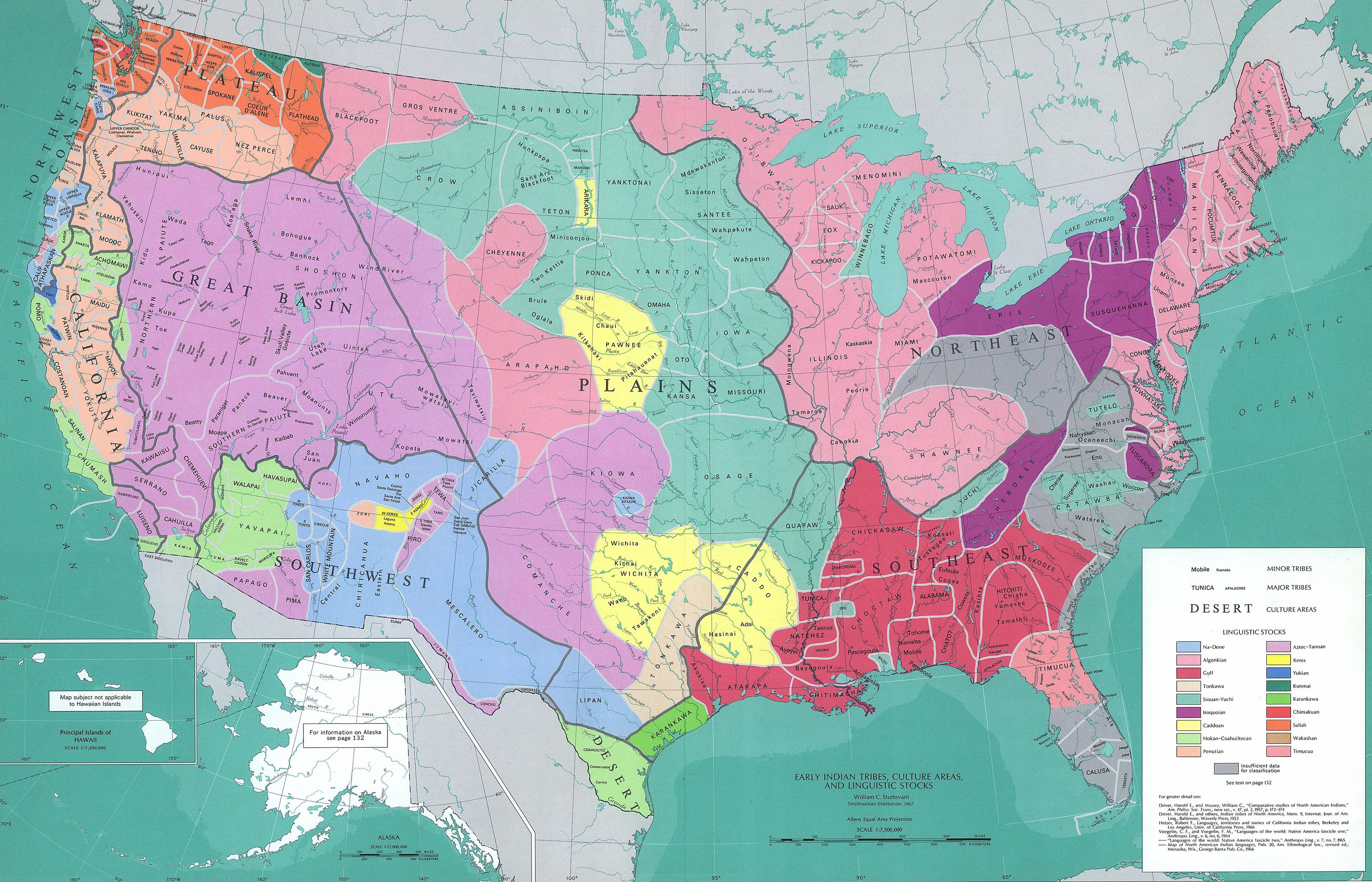
Mapa reconstituindo as zonas geográficas onde eram faladas as diversas línguas ameríndias nos EUA.

As Guerras Indígenas nos Estados Unidos (1609–1890), também conhecidas como Guerras da Fronteira Americana ou Guerras Indígenas, foram um conflito (ou uma série de guerras) inicialmente travado pelos impérios coloniais europeus, depois pelo governo dos Estados Unidos da América, e brevemente pelos Estados Confederados da América e pela República do Texas contra várias tribos indígenas americanas na América do Norte. Esses conflitos ocorreram desde os primeiros assentamentos coloniais no século XVII até o final do século XIX. As diversas guerras resultaram de uma ampla variedade de fatores, sendo o mais comum o desejo dos colonos e governos pelas terras das tribos indígenas. As potências europeias e suas colônias alistaram tribos indígenas aliadas para ajudá-los a conduzir guerras contra os assentamentos coloniais uns dos outros. Após a Revolução Americana, muitos conflitos eram locais, envolvendo estados ou regiões específicas, e frequentemente resultavam de disputas sobre o uso da terra; alguns envolviam ciclos de represálias violentas.
À medida que os colonos americanos (chamados de "pioneiros") se espalhavam e se expandiam para o oeste dos Estados Unidos após 1780, os conflitos armados aumentaram em tamanho, duração e intensidade entre os colonos e várias tribos indígenas. O clímax veio na Guerra de 1812, quando grandes coalizões indígenas no Meio-Oeste e no Sul dos Estados Unidos lutaram contra os Estados Unidos e foram derrotadas. O conflito com os colonos tornou-se menos comum e geralmente era resolvido por tratados entre o governo federal e tribos específicas, que frequentemente exigiam que as tribos vendessem ou cedessem terras aos Estados Unidos. Esses tratados eram frequentemente violados pelo governo federal dos Estados Unidos.
O Indian Removal Act de 1830, aprovado pelo Congresso dos Estados Unidos, não autorizava a revogação unilateral de tratados que garantiam direitos territoriais aos nativos americanos dentro dos estados, nem a realocação forçada dos índios do leste. No entanto, ambas as coisas ocorreram em grande escala, forçando as tribos indígenas a se moverem do leste do rio Mississippi para o oeste na fronteira americana, especialmente para o Território Indígena, que se tornou Oklahoma. À medida que os colonos se expandiam para as Grandes Planícies e o Oeste dos Estados Unidos, as tribos nômades e semi-nômades dessas regiões foram forçadas a se realocar em reservas indígenas.
As tribos indígenas e coalizões muitas vezes venceram batalhas contra os colonos e soldados invasores, mas seus números eram muito pequenos e seus recursos muito limitados para conquistar mais do que vitórias temporárias e concessões dos Estados Unidos e de outros países que colonizaram áreas que hoje compõem as fronteiras modernas dos Estados Unidos da América. A remoção forçada de indígenas dos seus territórios ancestrais, a destruição de sua cultura e a morte de milhares de pessoas nos conflitos e reassentamentos é chamado por vários historiadores de genocídio. Em algumas regiões, até 96% das populações nativas foram exterminadas ou desapareceram.

## Linha de tempo das guerras do Oeste
Lista dos principais conflitos:
- Guerras Comanches (1836-1875) nas planícies do sul, principalmente na república e estado do Texas
  - Batalha do Pease River - 1860
- Guerras Cayuse (1848–1855) — Território do Oregon-Território de Washington
- Guerras do rio Rogue (1855-1856) — Território do Oregon
- Guerra Yakima (1855–1858) — Território de Washington
- Guerra Spokane-Coeur d'Alene-Paloos (1858) — Território de Washington
- Guerra do Canyon Fraser (1858) – Colúmbia Britânica (invasores dos EUA em território britânico)
- Guerras indígenas da Califórnia (1860-65) Guerra contra os Hupa, Wiyot, Yurok, Tolowa, Nomlaki, Chimariko, Tsnungwe, Whilkut, Karuk, Wintun e outros.
- Guerra Lamalcha (1863) — Colúmbia Britânica
- Guerra Chilcotin (1864) — Colúmbia Britânica
- Guerras Navajo (1861–1864) — terminou com a Longa Marcha dos Navajos — Territórios do Arizona e do Novo México.
- Guerra Hualapai ou Guerra Walapais (1864–1869) — Território do Arizona
- Campanhas Apache ou Guerras Apache (1864–1886) Carleton pôs Mescelero em reserva com os Navajos em Sumner e continuou até 1886, quando Geronimo se rendeu.
- Guerra Dakota de 1862 — conflitos no quadrante sudoeste do Minnesota resultam em centenas de mortos. Na maior execução em massa da história dos Estados Unidos, 38 Dakotas foram enforcados. Cerca de 1600 outros foram enviados a uma reserva no que é hoje em dia o Dakota do Sul.
- Guerra de Nuvem Vermelha (Red Cloud's War) (1866–1868) — O chefe Lakota Nuvem Vermelha (Red Cloud) lidera os ataques de maior sucesso contra o exército estado-unidense durante as Guerras Indígenas. Pelo Tratado de Fort Laramie (1868), os Estados Unidos asseguram uma grande reserva aos Lakota, sem presença militar ou supervisão, nenhum direito de assentamento ou construção de estradas. A reserva incluía a totalidade das Black Hills.
- Guerra do Colorado (1864–1865) — conflitos em torno das Planícies Orientais do Colorado entre o exército dos EUA e uma aliança composta na sua grande maioria por Cheyennes e Arapahos.
  - Massacre de Sand Creek (1864) — John Chivington Liderou o Assassínio de mais de 450 índios Cheyennes e Arapahos que, sob o comando de Chaleira Preta, responderam à circular do governador do Colorado John Evans, aos índios amistosos, que se dirigissem à Fort Lyon. Após a destituição do major Edward W. Wynkoop do posto de oficial em comando de Fort Lyon, sob a acusação de "deixar os índios tomar conta das coisas em Fort Lyon" e uma série de atos amistosos por parte de seu substituto, major Scott J. Anthony para dar uma falsa sensação de segurança aos Cheyennes e Arapahos, com o intuito de separar os guerreiros, que iriam caçar búfalos e deixar as mulheres, velhos e crianças desprevenidos no acampamento,[10] onde seriam assassinados, seus corpos mutilados e seus suprimentos queimados.[11]
- Campanha Comanche (1867–1875) — Maj. Gen. Philip Sheridan, no comando do Departamento do Missouri, instituiu uma campanha de inverno em 1868–69 como meio de expulsão das tribos indígenas espalhadas através das regiões fronteiriças do Colorado, Kansas, Novo México e Texas.[12]
  - Veja Quinto distrito militar (Fifth Military District, Texas) para relatórios sobre a Cavalaria dos EUA versus Ameríndios de agosto de 1867 a setembro de 1869. (As unidades de cavalaria no Texas eram o Quarto Regimento de Cavalaria (EUA); Sexto Regimento de Cavalaria (EUA) e o Nono Regimento de Cavalaria (EUA)).
  - Batalha de Beecher Island (1868) — Cheyennes do Norte em guerra sob o comando de Nariz Romano (Roman Nose) lutaram contra guias do Nono Regimento de Cavalaria em uma batalha de nove dias.
  - Batalha do Rio Washita (1868) — A Sétima Cavalaria de Custer atacou o assentamento indígena Cheyenne de Black Kettle no rio Washita (perto da atual Cheyenne (Oklahoma)); 250 homens, mulheres e crianças foram mortos.
  - Batalha de Summit Springs (1869) — Guerreiros Cheyenne liderados por Tall Bull derrotados por elementos do exército dos EUA sob o comando do Coronel Eugene A. Carr. Tall Bull morreu, supostamente morto por Buffalo Bill.
  - Batalha do Canyon de Palo Duro (1874) — Guerreiros Cheyenne, Comanche e Kiowa lutaram contra soldados do Quarto Regimento de Cavalaria liderados pelo Coronel Ranald S. Mackenzie.
- Guerra Modoc, ou Campanha Modoc (1872–1873) — 53 guerreiros Modoc sob o comando de Capitão Jack enfrentam e retêm  1000 soldados do exército dos EUA durante sete meses. O Major General Edward Canby foi morto durante uma conferência de paz — o único general a ser morto durante as Guerras Indígenas.
- Guerra de Red River (1874–1875) — entre forças Comanches e estado-unidenses sob o comando de William Sherman e do tenente-general Philip Sheridan.
- Guerra de Black Hills, ou Campanha de Little Big Horn (1876–1877) — Lakotas sob ordens de Touro Sentado e Cavalo Louco lutaram contra tropas do exército após repetidas violações do Tratado de Fort Laramie (1868).
  - Batalha de Rosebud (1876) — Lakota sob o comando de Tasunka witko lutam contra uma coluna do exército estado-unidense que se deslocava para reforçar a Sétima cavalaria de Custer.
  - Batalha de Little Bighorn (1876) — Sioux e Cheyennes sob a liderança de Touro Sentado e Cavalo Louco derrotam a Sétima Cavalaria, liderada por George Armstrong Custer.
  - Batalha do Warbonnet Creek (1876) - onde Buffalo Bill teria matado o chefe Cheyenne Mão Amarela.
- Campanha Nez Percé ou Guerra Nez Percé (1877) — Nez Percés sob o comando do Chefe Joseph retiram-se diante do Primeiro Regimento de Cavalaria através do Idaho, Parque Yellowstone e Montana depois que um grupo de Nez Percés atacou e matou um grupo de pioneiros ingleses no início de 1877.
- Campanha Bannock ou Guerra Bannock (1878 — elementos da Vigésima-primeira Infantaria dos EUA, Quarta Artilharia dos EUA e Primeira Cavalaria dos EUA lutam contra nativos do sul do Idaho, incluindo os Bannock e Paiute, quando as tribos ameaçavam com uma rebelião em 1878, insatisfeitas com os seus loteamentos de terras.
- Campanha Cheyenne ou Guerra Cheyenne (1878–1879) — um conflito entre as forças armadas dos EUA e um pequeno grupo de famílias Cheyenne.
- Campanha Sheepeater ou Guerra Sheepeater (maio – agosto de 1879) — em 1 de maio de 1879, três destacamentos de soldados perseguem os Shoshone de Idaho através do Idaho durante a última campanha do noroeste pacífico.
- Campanha Ute ou Guerra Ute (setembro de 1879 – novembro de 1880) — em 29 de setembro de 1879, cerca de 200 homens, elementos da Quarta Infantaria e da Quinta Cavalaria dos EUA, sob o comando do Major T. T. Thornburgh, foram atacados e derrotados em Red Canyon por 300 ou 400 guerreiros Ute. O grupo de Thornburgh foi socorrido por forças da Quinta Cavalaria e pelo Nono Regimento de Cavalaria no início de outubro, mas não antes que significativas perdas tivessem ocorrido. Os Utes foram finalmente pacificados em novembro de 1880.
- Campanha de Pine Ridge (novembro de 1890 – janeiro de 1891) — diversos descontentamentos não resolvidos levaram ao último grande conflito com os Sioux. Uma campanha que envolveu quase metade da infantaria e cavalaria do exército regular fez com que os guerreiros sobreviventes rendessem suas armas e se retirassem para suas reservas em janeiro de 1891.

### Historiografia
- Bellesiles, Michael A (2004). "Western Violence", in A Companion to the American West ed. by William Deverell pp: 162–178. online
- Lewis, David Rich (2004). "Native Americans in the nineteenth-century American West." in A Companion to the American West ed. by William Deverell pp: 143–161. online
- Merrell, James H (1989). «Some Thoughts on Colonial Historians and American Indians». William and Mary Quarterly. 46 (1): 94–119. JSTOR 1922410. doi:10.2307/1922410
  - Merrell, James H (2012). «Second Thoughts on Colonial Historians and American Indians». William and Mary Quarterly. 69 (3): 451–512. JSTOR 10.5309/willmaryquar.69.3.0451. doi:10.5309/willmaryquar.69.3.0451
- Miller, Lester L. Jr. Indian Wars: A Bibliography (US Army, 1988) online; lists over 200 books and articles.
- Smith, Sherry L (1998). «Lost soldiers: Re-searching the Army in the American West». Western Historical Quarterly. 29 (2): 149–163. JSTOR 971327. doi:10.2307/971327